# Ingenting är lätt
Ingenting är lätt är [Ingenting]s debut-EP, utgiven 2004 på skivbolaget Labrador.
Två av låtarna, "Mamma, jag har gjort så mycket som du inte vill veta om" och "De svåraste orden", kom även att ingå på debutalbumet Ingenting duger (2004), medan övriga spår är unika föra detta släpp.

## Låtlista
Alla låtar är skrivna av John C. Sander.
1. "Syster dyster" - 2:30
2. "Mamma, jag har gjort så mycket som du inte vill veta om" - 4:45
3. "Förut var jag blind" - 6:52
4. "De svåraste orden" - 4:14

## Personal

### Medverkande musiker
- Mattias Bergqvist
- Andreas Jeppson
- Tobias Måård
- Sebastian Ross
- John C. Sander

### Övrig
- Henrik Mårtensson - fotografi

### Fotnoter
1. 1 2  ”Ingenting är lätt”. Discogs.com. http://www.discogs.com/Ingenting-Ingenting-%C3%84r-L%C3%A4tt/release/819105. Läst 2 mars 2012.
2. ↑  ”Ingenting”. Labrador. Arkiverad från originalet den 1 mars 2012. https://web.archive.org/web/20120301063741/http://www.labrador.se/releases/ingenting.php3. Läst 2 mars 2012.